# サンドラ・ライング
サンドラ・ライング（Sandra Laing、1955年11月26日 - ）は、南アフリカのアパルトヘイト時代、肌の色と髪質から当局にカラードと区分されていた南アフリカ人女性である。公式には少なくとも3代続く白人の子供とされていた。10歳の時に白人のみが通う学校を退学させられ、外見に基づく当局の決定は彼女の家庭と成人後の生活を大きく狂わせた。
ライングの半生は2008年にアンソニー・ファビアン監督の映画『Skin』の題材となり、数々の賞を受賞した。

## 子ども時代
スザンナ・マグリエッタ・"サンドラ"・ライングは、法律が人種分類の社会カーストを公式に定めていたアパルトヘイト時代の1955年、南アフリカの保守的で小さな町ピート・レティーフに住むアフリカーナ夫婦のサニー（1920-2001）とアブラハム（1916-1988）の間に生まれた。
父方の祖父母はドイツ・メメル（現リトアニアのクライペダ）のアルフレッド・ライング（1874-1962）とヘスター・ソフィア・グーゼン（1877-1949）、母方の祖父母はエイドリアン・ルー（1876-1967）とスザンナ・マグリエッタ・ヴェルドマン（1886-1967）であり、サンドラは母方の祖母にちなんで名付けられた。
サンドラは他の家族よりも肌の色が濃く、それは成長するにつれて、顕著になっていった。両親、祖父母、曾祖父母はみな白人だったが、サンドラはそれより前の世代（おそらく18世紀かそれ以前）のアフリカ系祖先の特徴を、色濃く受け継いでいた。家族はサンドラを息子のエイドリアンとレオンと同じ白人として扱い、一緒にオランダ改革派教会に通った。
サンドラが10歳の時、学んでいた白人のみの寄宿学校の他の生徒の保護者から、サンドラの外見（主に肌の色と髪の質感）について苦情があったため、学校側はサンドラを退学処分にした。他の保護者や学校側は、サンドラが混血を意味する「カラード」に違いないと考えた。サンドラは退学させられ、2人の警察官に家まで送られた。
サンドラの両親は、書類に記載された両親の祖先を証拠に、彼女を白人に分類するべく、何度も法廷闘争を繰り広げた。当時DNA検査は存在せず、父親のアブラハムは、1960年代に親子関係を調べるために、血液型鑑定を受けた。その結果、アブラハムはサンドラの生物学的父親として、矛盾しないという結論に至った。この検査は、大半の人が該当する血液型の数が少ないために、極めて不正確であり、検査ではアブラハムが、サンドラの父親であることを、証明することはできなかったが、少なくとも否定はされない結果となった。

## その後
1966年、両親が白人であれば白人として分類されるように法律が改正され、サンドラは再び白人として分類されたが、存在が世間に知れ渡ったことで、白人社会から疎まれるようになってしまう。
サンドラは家族から離れてカラードの寄宿学校に通い、非白人の世界に身を置くようになった。友達は黒人従業員の子供たちだけだった。16歳のとき、サンドラは南アフリカ系黒人のペトルス・ズワネとスワジランドに駆け落ちし、不法越境の罪で3カ月間投獄された。父親のアブラハムはサンドラを殺すと激怒し、連絡を絶った。それ以降、父娘は二度と会うことはなかった。
夫との間には「カラード」に分類される2人の子が生まれたが、白人の親がカラードの子を育てることはできないため、子ども達と引き離されるのではないかと恐れ、26歳の時に自身の人種区分を変更した。
父親が家を空けているときにこっそり母親に会いに行く以外、サンドラは家族と疎遠になり、経済的に苦労した。その後、両親がピート・レティーフから離れたため、母親との秘密の面会は不可能となり、サンドラは家族との交流を完全に失ってしまった。
生活を取り巻く軋轢によりサンドラは夫と別居し、子供たちをしばらく政府の養育施設に預けた。数年後、ヨハネス・モトルングと再婚して3人の子をもうけ、さらに最初の夫との2人の子も取り戻すことができた。
1980年代、サンドラは家族と和解しようと試みたが、父親は亡くなり、母親のサニーは会うことを拒否していることを知った。
2000年、『ヨハネスブルグ・タイムズ』紙はアパルトヘイト撤廃後のサンドラを追跡、同紙はその頃老人ホームに入所していた母親を見つける手助けをした。サンドラとサニーは和解し、2001年にサニーが亡くなるまで共に過ごした。
世論もサンドラに同情的になり、サンドラとその家族は新しい住居を得ることができた。現在はヨハネスブルグの東にある新興住宅地・リーチヴィルに住んでいる。2009年、サンドラの兄たちはいまだに彼女に会うことを拒んでいると報じられた。彼女は『ガーディアン』紙や『リトル・ホワイト・ライズ』紙のインタビューで、兄がいつか考えを変えてくれることを願い続けていると語っている。